# Wilson Palacios
Wilson Roberto Palacios Suazo, född 29 juli 1984, är en honduriansk före detta fotbollsspelare.
Han skrev på för Stoke City i augusti 2011 då han kom från Tottenham.